# 铜厂乡
铜厂乡，是中华人民共和国云南省红河哈尼族彝族自治州金平苗族瑶族傣族自治县下辖的一个乡镇级行政单位。

## 行政区划
铜厂乡下辖以下地区：
铜厂村、瑶山村、大塘子村、勐谢村、长安冲村、达绕村、毛贝湾村、崇岗村和董棕河村。